# Langelurillus
Langelurillus là một chi nhện trong họ Salticidae.